# 薩基茨港 (紐約州)
薩基茨港（英語：Sackets Harbor）是位於美國紐約州傑佛遜縣的村。

## 人口
根據2020年美國人口普查的數據，薩基茨港的面積為5.99平方千米，當中陸地面積為5.97平方千米，而水域面積為0.01平方千米。當地共有人口1351人，而人口密度為每平方千米226人。